# رود بلخاب
رود بلخاب (انگلیسی: Balkhab River) رودی در ولایت سرپل افغانستان است.